# Heinrich (Nassau-Hadamar)
Heinrich von Nassau-Hadamar († 1368) war ein deutscher Regent. Er war der älteste den Vater überlebende Sohn des Grafen Johann († vor 20. Januar 1365) von Nassau-Hadamar und dessen Frau Elisabeth von Waldeck († vor 22. Juni 1385). Zwei ältere Brüder, beide nach ihrem Großvater Emich genannt, waren bereits früh gestorben. Der drittgeborene Bruder, Johann († 23. Februar 1362) besiegelte noch am 10. Mai 1361 mit seinem Vater die Wittumsverschreibung für seine Mutter, starb aber schon bald darauf, unvermählt.
Heinrich, der schon seit 1363, zu Lebzeiten seines Vaters, in mehreren Urkunden als volljährig erscheint, folgte demgemäß seinem Vater als Regent der inzwischen sehr verarmten Grafschaft Nassau-Hadamar. Er beteiligte, zumindest nominell, seinen jüngeren Bruder Emich III. an der Regierung. Im Jahr 1367 schenkte er dem Kloster Arnstein einige Güter in Ober- und Niederlahnstein, starb aber schon 1368 ohne legitime Nachkommen und wahrscheinlich unvermählt.

## Nachfolge
Nominell folgte ihm sein Bruder Emich III. als Graf von Nassau-Hadamar. Er galt jedoch als „blöd“ und nicht regierungsfähig und wurde von seiner Familie in das Kloster Arnstein verbannt. Die Regierung in Hadamar übernahm als Vormund sein Schwager Ruprecht der Streitbare von Nassau zu Sonnenberg, aus der walramischen Linie des Hauses Nassau, der um 1362 Heinrichs und Emichs Schwester Anna († 1404) geheiratet hatte. Mit Emich III. erlosch die ältere Linie Nassau-Hadamar im Jahre 1394.